# Pekela-Zuidkant
Pekela-Zuidkant is een voormalig waterschap in de provincie Groningen.
Het schap was een fusie van de Pomppolder en de Tweede Pomppolder en was belast met de zorg voor de afwatering. In zijn vijfjarig bestaan werden ook enkele wegen verhard.
Waterstaatkundig gezien ligt het gebied sinds 2000 binnen dat van het waterschap Hunze en Aa's.